# Le Rideau
Le Rideau est un essai de Milan Kundera écrit en français et paru en avril 2005.

## Présentation et contenu
Le rideau de Kundera est une œuvre majeure qui renvoie à des mouvements politiques multiples : chute du mur de Berlin, guerre froide, etc. Ainsi qu'à des concepts de philosophie expérimentale : il s'agit d'une allégorie du rideau de fer, du travail forcé et de l'esclavagisme moderne. Modernisé Kundera, par l'insoutenable légèreté des êtres avec lesquels l'avoir n'a que peu de prise. Hors nécessité matérielle : celle de manger, de boire et de dormir à l'abri du froid, au mieux. Pris comme dans un étau, entre idées libertaires et illuminées et exigences de la chair. Mais la chaire n'est jamais loin alors le Rideau se ferme !

## Repères bibliographiques (essais)
- L'Art du roman, Gallimard, Folio,1986
- Les Testaments trahis, Gallimard, 1993
- D'en bas tu humeras des roses, illustrations d'Ernest Breleur, 1993
- Une rencontre, Gallimard, collection Blanche,  mars 2009